# 기타바타케 정류장
기타바타케 정류장(일본어: 北畠停留場, きたばたけていりゅうじょう)은 일본 오사카부 오사카시 아베노구에 있는 한카이 전기 궤도 우에마치 선의 정류장이다. 역 번호는 HN05이다.

## 역사
- 1910년 10월 1일: 난카이 우에마치 선 개업과 동시에 본 정류장 설치.
- 1944년 6월 1일: 회사 합병에 의하여 긴키 닛폰 철도의 역이 됨.
- 1947년 6월 1일: 회사 분리로 인한 난카이 전기철도의 역이 됨.
- 1980년 12월 1일: 난카이 전기철도의 분사로 한카이 전기 궤도의 역이 됨.

## 역 구조
도로 상에 역(안전 지대)이, 상하행선으로 비스듬한 형태로 건너편에 배치되어 있다.

### 승강장
| 상행 | ■ 우에마치 선 | 덴노지 역앞 방면                                        | 덴노지 역앞 행                 |
| 하행 | ■ 우에마치 선 | 스미요시・아비코미치・하마데라 역앞 방면 한카이 선 직통 | 아비코미치 행 하마데라 역앞 행 |

## 역 주변
- 세이메이오카 중앙 공원
- 기타바타케 공원
- 아베노 신사
- 한난 단지
- 오사카 부립 스미요시 고등학교
- 오사카 시립 한난 중학교

## 사진

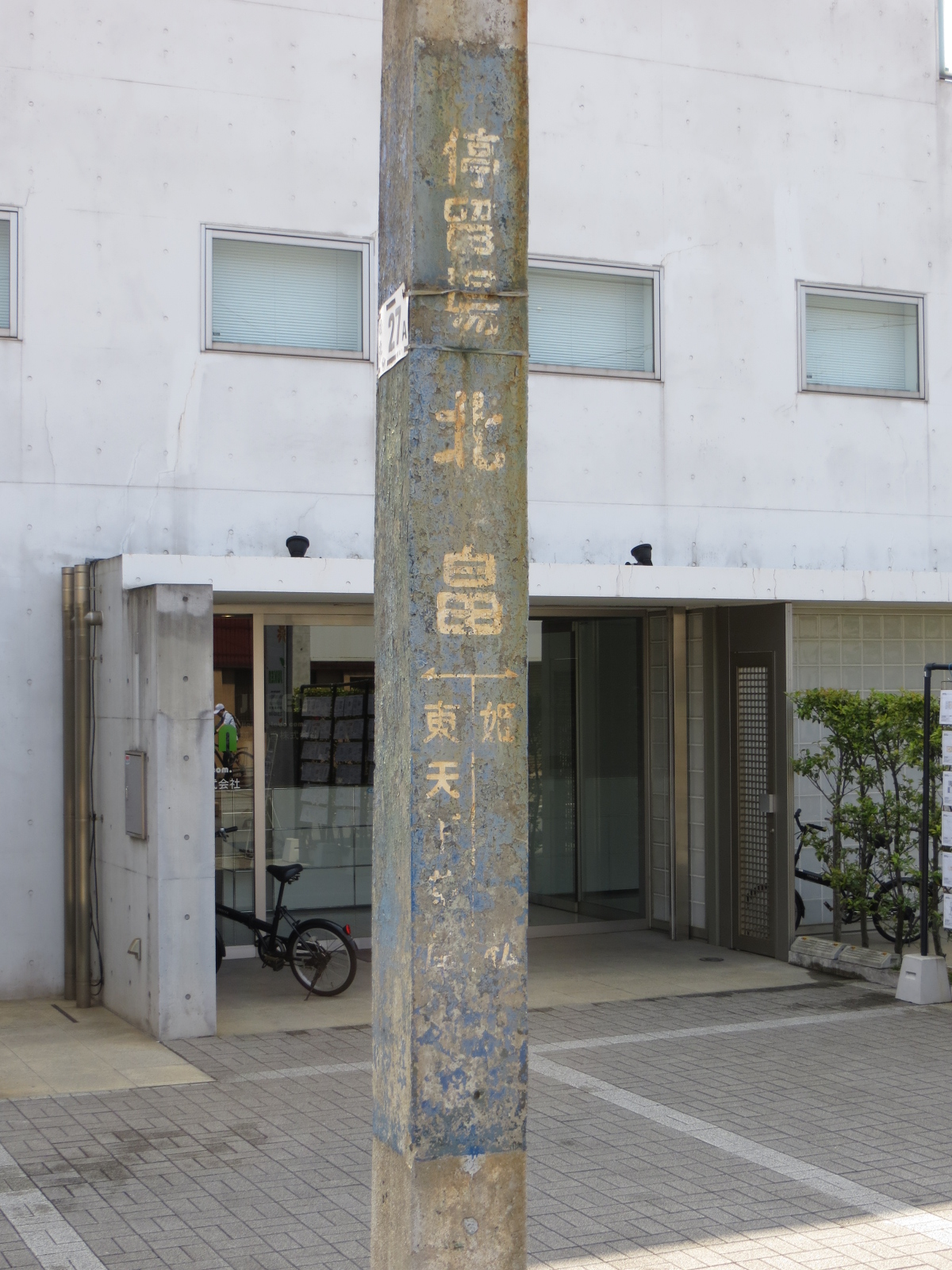
기둥 역명판
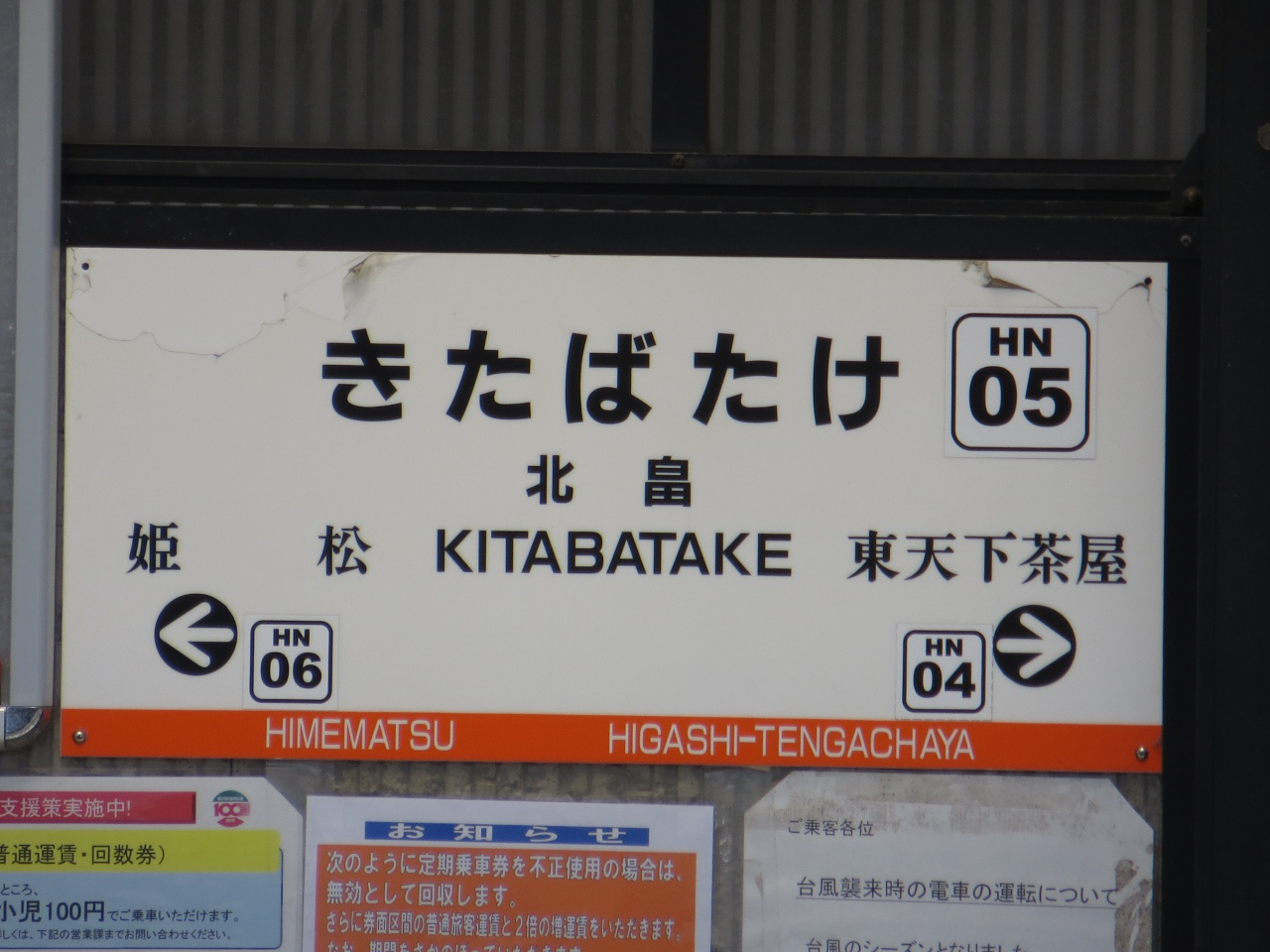
달대형 역명판

## 인접역
| 한카이 전기 궤도 ■ 우에마치 선       | 한카이 전기 궤도 ■ 우에마치 선 | 한카이 전기 궤도 ■ 우에마치 선 |
| ------------------------------------ | ------------------------------ | ------------------------------ |
| HN04 히가시텐가차야 덴노지 역앞 방면 |                                | 히메마쓰 HN06 스미요시 방면    |